# Pentagonaal planaire moleculaire geometrie
In de scheikunde verwijst een pentagonaal planaire moleculaire geometrie ernaar dat een molecuul een geometrie heeft waarbij een centraal atoom door vijf atomen wordt omringd, die op de hoekpunten van een regelmatige vijfhoek liggen. De bindingshoek is steeds 72° en de zes atomen liggen in een vlak. Pentafluorxenaat XeF5− heeft deze moleculaire geometrie.
coördinatiegetal 2: 
lineair · gebogen · 
coördinatiegetal 3: 
trigonaal planair · trigonaal piramidaal · T-vormig 

coördinatiegetal 4: 
tetraëdrisch · vierkant planair · seesaw ·
coördinatiegetal 5: 
trigonaal bipiramidaal · vierkant piramidaal · pentagonaal planair 

coördinatiegetal 6: 
octaëdrisch · pentagonaal piramidaal · 
coördinatiegetal 7: 
pentagonaal bipiramidaal